# Las Hayas (Valle Gran Rey)
Las Hayas es un caserío ubicado en la parte alta del municipio de Valle Gran Rey (Canarias, España), en la isla de La Gomera, a una altitud de 1000 metros sobre el nivel del mar, en el borde del parque nacional de Garajonay y ya en la meseta insular. Su poblamiento es semi-agrupado, cruzado por la carretera que une Arure con Chipude, con una población que en el año 1991 era de 102 habitantes, y en 2008 de 133. Se trata de una zona ganadera, con cultivos de papas y frutales, y presencia de palmerales pese a la altura a la que se encuentra.

## Demografía
| 2000 | 2001 | 2002 | 2003 | 2004 | 2005 | 2006 | 2007 | 2008 |
| ---- | ---- | ---- | ---- | ---- | ---- | ---- | ---- | ---- |
| 121  | 121  | 116  | 140  | 133  | 131  | 136  | 133  | 133  |

## Fiestas
En la zona de Las Hayas se celebra la fiesta en honor de la Virgen del Coromoto, siendo el primer fin de semana de septiembre.